# London Marathon
London Marathon är ett årligt maratonlopp i London som har hållits varje vår sedan 29 mars 1981. Det är den näst största löpartävlingen i Storbritannien, efter Great North Run i Newcastle upon Tyne.

Loppet sponsrades mellan 2010 och 2021 av Virgin Money och var då känt som Virgin Money London Marathon.
 Sedan 2022 sponsras loppet av Tata Consulting Services och loppet går numera under namnet TCS London Marathon 
Evenemanget är ett av de sex stora maratonloppen som tillsammans bildar World Marathon Majors (de övriga är maratonloppen i Tokyo, Boston, Berlin, Chicago och New York) med en miljon dollar i prispengar, som den vinnande mannen respektive kvinnan delar på.

Banan börjar öster om Greenwich på Themsens sydsida och följer i princip floden först på sydsidan och därefter på nordsidan. Floden korsas på Tower Bridge efter cirka 20 km. Målet var tidigare Westminster Bridge, men på senare år har målgången varit på The Mall.

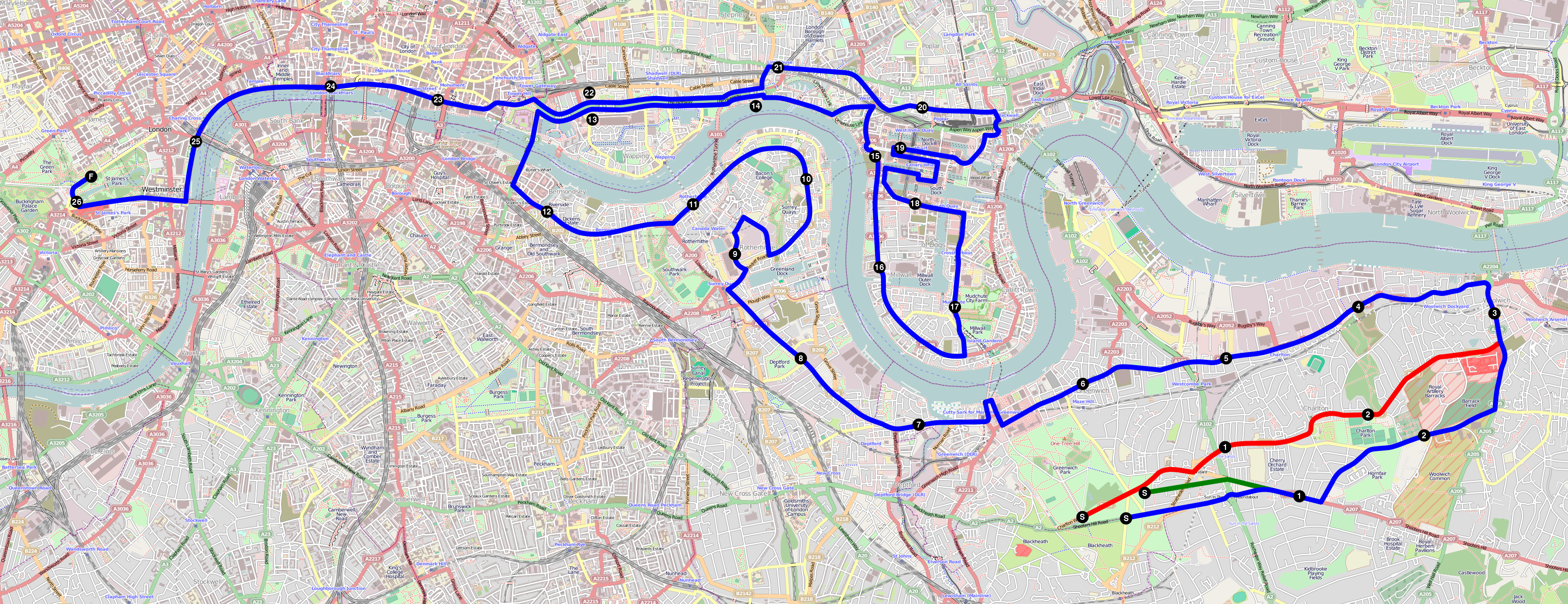
Karta över banan.